# Bukovlje, Zreče
Bukovlje este o localitate din comuna Zreče, Slovenia, cu o populație de 213 locuitori.